# Trịnh Thanh
Trịnh Thanh (sinh năm 1973) là một Luật sư người Việt Nam. Trong quá trình hành nghề của mình, ông được nhiều người đặt cho biệt danh ông luật sư của người nghèo.

## Sự nghiệp
Sinh năm 1973 tại Hải Dương, Trịnh Thanh theo gia đình vào Vũng Tàu rồi lên Thành phố Hồ Chí Minh trọ học đại học
Ông tốt nghiệp Khoa Luật, Trường Đại học Tổng Hợp Thành phố Hồ Chí Minh. Luật sư đảm nhận công tác trợ giúp pháp lý cho người nghèo ở Hội Luật gia Việt Nam tại thành phố Hồ Chí Minh.
Năm 2004, Luật sư Trịnh Thanh thành lập Văn phòng luật sư Người nghèo, thuộc đoàn luật sư tỉnh Bà Rịa – Vũng Tàu nhằm trợ giúp pháp lý miễn phí cho người nghèo. Nhiệm vụ Văn phòng là giúp đỡ về pháp lý cho người nghèo, ít hiểu biết về pháp luật (dưới các hình thức tư vấn, bào chữa, soạn thảo đơn từ) hoàn toàn miễn phí. Các đối tượng chỉ cần có giấy xác nhận của chính quyền địa phương thuộc diện nghèo là có thể tới Văn phòng nhờ hỗ trợ.
Trong quá trình hành nghề của mình, ông đã xử lý nhiều các vụ án oan. Người ta vẫn quen gọi Trịnh Thanh là ông luật sư của người nghèo.

## Đánh giá
- "Lần đầu tiên ở Thành phố Hồ Chí Minh, người nghèo được tiếp cận với các dịch vụ pháp lý miễn phí tại một văn phòng luật sư có tên rất ấn tượng Văn phòng luật sư người nghèo."[3]
- "... chúng tôi vẫn tin rằng, có những chuyện vượt ra ngoài quy luật mà phương tiện truyền thông hoặc tin đồn chuyển tải. Đó chính là công việc của anh và những người cộng sự đang làm. Công việc cần có một tấm lòng nhân ái." trích Báo Công an Nhân dân[1].
- "Từng thường xuyên xơi rau muống và mì tôm để cùng người nghèo vác đơn ra tòa tranh cãi không một đồng thù lao. Chuyện "Ăn cơm nhà vác tù và hàng tổng" của chàng luật sư 34 tuổi Trịnh Thanh có thể làm những ai đang "đắm đuối" với đồng tiền trong thời buổi kinh tế thị trường này phải suy nghĩ.", trích báo Thanh niên.